# حقوق ماگدبورگ

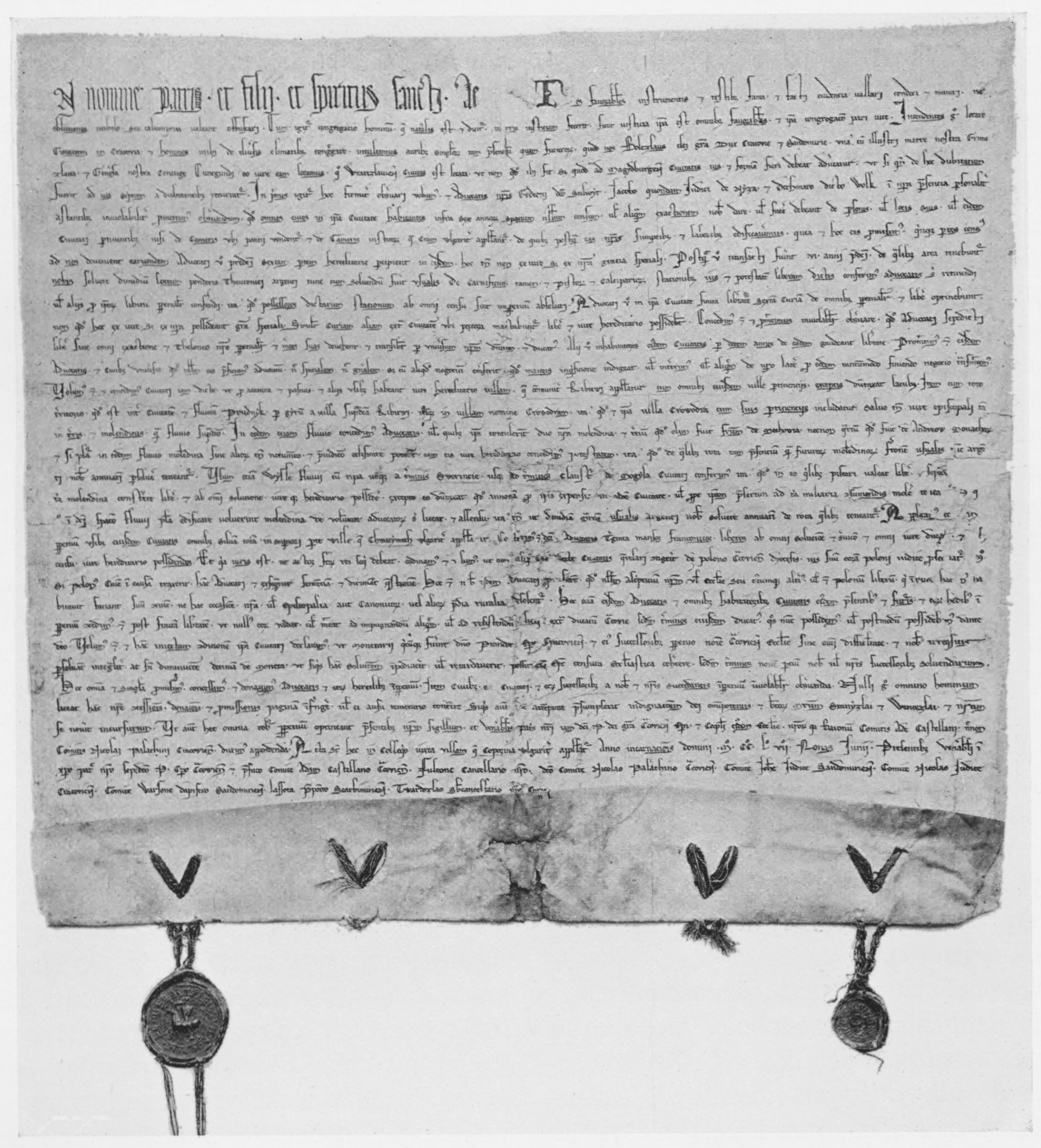
منشور شهر کراکوف، پایتخت قرون وسطایی لهستان؛ حک‌شده به لاتین.

حقوق ماگدبورگ (آلمانی: Magdeburger Recht, لهستانی: Prawo magdeburskie, لیتوانیایی: Magdeburgo teisė؛ همچنین قانون ماگدبورگ نیز نامیده می‌شود) مجموعه‌ای از امتیازهای شهری بود که برای نخستین بار توسط اتوی یکم، امپراتور روم مقدس بر پایه قانون فلاندری ایجاد شد و میزان خودمختاری درونی شهرها و روستاهای اعطاشده به حاکم را تنظیم می‌کرد. این قانون نامش را از شهر ماگدبورگ گرفت و شاید مهم‌ترین مجموعه قوانین قرون وسطایی در اروپای مرکزی بودند. این قوانین پایه‌ای برای قوانین شهری آلمانی برای قرن‌های بعد در امپراتوری روم مقدس شدند. حقوق ماگدبورگ به دست پادشاهان زیادی اتخاذ و تطبیق داده شدند، از جمله حاکمان بوهم، مجارستان، لهستان و لیتوانی؛ این قوانین نقطه عطفی برای شهرنشینی در منطقه بودند و توسعهٔ هزاران روستا و شهر را برانگیخت.